# 愛とセックスとセレブリティ
『愛とセックスとセレブリティ』（あいとセックスとセレブリティ、英語: Spread）は、2009年のアメリカ合衆国の映画。

## ストーリー
誰もが羨む美しい容姿のニッキは、年上の金持ちの女性に身体を売って暮らしており、現在は弁護士のサマンサのところに転がり込んでいた。そんなニッキはある日、ウエイトレスのヘザーに一目ぼれしてしまう。

## キャスト
役名、俳優、日本語吹替。
- ニッキ - アシュトン・カッチャー（高橋広樹）
- サマンサ - アン・ヘッシュ（沢海陽子）
- ヘザー - マルガリータ・レヴィエヴァ（藤葉愛香）
- ハリー - セバスチャン・スタン（山端零）
- エミリー - レイチェル・ブランチャード（乾萌）
- イングリッド - マリア・コンチータ・アロンゾ
- エヴァ - アシュレー・ジョンソン（津久井裕子）
- クリスティーナ - ソーニャ・ロックウェル
- ステリオ王子 - シェーン・ブローリー
- ショーン - エリック・バルフォー
- ウィル - ハート・ボックナー

## 評価
評論家には酷評され、Rotten Tomatoesでは22%の支持率であった。